# Альтамирано, Эктор
Эктор Альтамирано Эскудеро (исп. Héctor Altamirano Escudero; род. 17 марта 1977, Матиас-Ромеро, Оахака) — мексиканский футболист, известный по выступлениям за «Сантос Лагуна» и сборную Мексики; тренер.

## Биография

### Клубная карьера
Альтамирано — воспитанник футбольной академии клуба «Крус Асуль». Его дебют в мексиканской Примере состоялся в 1997 году. Из-за высокой конкуренции он не смог закрепиться в команде, приняв участие всего в 6 матчах и забив 1 гол. В 1998 году он подписал контракт с «Сантос Лагуна», где провёл наиболее продуктивный и яркий отрезок свой карьеры. В «Сантосе» Эктор стал одним из сильнейших фланговых защитников и получил приглашение в сборную страны. За 7 сезонов, проведённых в составе клуба, он сыграл более 200 матчей и забил 37 мячей.
После ухода из «Сантос Лагуна» Эктор выступал за «Сан-Луис», «Монаркас Морелия», «Эстудиантес Текос», «Коррекаминос», «Веракрус», но нигде не задерживался более чем на год. В начале 2010 года Альтамирано решил реанимировать свою карьеру и подписал контракт с «Керетаро». 14 февраля в матче против «Хагуарес Чьяпас» он дебютировал в новой команде. В этой встрече, выйдя на замену в середине второго тайма, Эктор забил гол через десять минут и принёс победу «Кереатро». Несмотря на то, что Альтамирано принял участие во всех матчах сезона, клуб решил не продлевать с ним контракт.
В 2012 году Эктор вернулся в команду, в которой начинал, «Крус Асуль». За основную команду он так и не сыграл, так как был отправлен в резервную команду «Крус Асуль Идальго», выступающую в Лиге Ассенсо. За резервистов Альтамирано провёл 10 встреч и забил 2 гола, после чего принял решение о завершении карьеры.

## Карьера в сборной
В 1999 году в Альтамирано дебютировал в сборной Мексики. В том же году он в составе национальной команды стал чемпионом Панамериканских игр. Эктор также представлял свою страну на Кубке Америки 2004 и Золотом кубке КОНКАКАФ 2005.